# Lluís Coloma
Lluís Coloma (Barcelona, 19 de diciembre de 1973) es un pianista y compositor español, especializado en blues y boogie-woogie, con formación clásica y moderna, que ha aprendido directamente de grandes maestros norteamericanos como Bob Seeley, Barrelhouse Chuck, y Erwin Helfer. Ha grabado más de cincuenta discos y desde el lanzamiento de su primer disco en el año 2002 ofrece conciertos por toda Europa y Estados Unidos.

## Biografía
Tras licenciarse en Ingeniería Superior Industrial (Universidad Politécnica de Cataluña) y en Piano Jazz (Escuela Superior de Música de Cataluña), Coloma se dedica profesionalmente a la música desde 1992. Aunque inició su formación clásica en el Conservatorio Municipal de Música de Barcelona, desde los nueve años se sintió atraído por los sonidos de Jerry Lee Lewis, Roosevelt Sykes y Alan Price. Poco a poco, se alejó del piano clásico para sumergirse de manera autodidacta en el mundo del rock & roll, el blues y el boogie woogie.
Lluís comenzó a destacar en estos géneros musicales desde una edad temprana, y ha sido reconocido internacionalmente en el ámbito del blues y el boogie woogie. Su estilo combina elementos del boogie woogie, blues, rock, rhythm & blues, country y música clásica, con una fusión de influencias que ha sido descrita como original por diversos críticos musicales.
A lo largo de su trayectoria, ha actuado como solista, en trío o con una formación ampliada denominada 'Musical Troupe', integrada ocasionalmente por hasta trece músicos. Ha trabajado en proyectos y grabaciones junto a grandes figuras como “Blue Lou” Marini, Bob Seeley, Carl Sonny Leyland, Erwin Helfer y Sax Gordon. Además, ha colaborado con leyendas como Barrelhouse Chuck, Mark “Mr B” Braun, Frank Muschalle, Axel Zwingenberger, Mike Sanchez, Jean-Jacques Milteau, James Harman, Phil Upchurch y Manu Dibango, entre otros.
Más allá de su carrera como músico, Lluís ha desempeñado un papel clave en la difusión del blues y el 'Boogie Woogie en España'. Fue Director Artístico del Festival de Blues de Barcelona (2003-2011) y, desde 2006, colabora en la organización anual de la Boogie Woogie Jubilee en Hospitalet de Llobregat. Su pasión por estos géneros lo ha llevado a impartir clases magistrales y a organizar eventos internacionales, como el festival Campi Qui Boogie! y la Blues & Boogie Reunion en Tarrasa, el primer y más longevo encuentro de pianistas de Boogie Woogie en España. Así mismo, también es frecuente su colaboración en diversos festivales tales como el Festival Internacional de Blues de Cerdanyola, la Mostra Cambrils Jazz & Blues, el Festival Medinaceli Jazz, Borneo Jazz Festival y 52è Cicle de Jazz Casino de Granollers.
Durante su carrera, Lluís Coloma ha concedido entrevistas a una amplia gama de medios, incluyendo espacios televisivos como Betevé, 3Cat, Col·lapse, programas radiales como Radio Sabadell y diversas publicaciones de prensa como El Periódico, revista JazzTK, Diari d'Andorra, Diario LNC, Noticias Heraldo, Diario del Alto Aragón y La Quincena lo que ha consolidado su imagen como referente internacional del piano blues.

## Premios
- Premio “Millor Músic de l’Any 2003”, otorgado por la Associació de Músics de Jazz i Música Moderna de Catalunya.[27]
- Premio “Artista BluesCat 2006”, mejor músico de Blues catalán, otorgado por la Coordinadora de Festivales de Blues de Catalunya.[28]
- Premio “Jove Sabadellenc 2007” otorgado por la Jove Cambra de Comerç de Sabadell.[2]

## Discografía

### Discos de Lluís Coloma como líder:
- We Like to Groove![29]- Lluís Coloma & “Blue Lou” Marini, Swing Alley 2025
- Two Pianos Too Cool[30] - Lluís Coloma & Erwin Helfer, The Sirens Records 2024
- Shuffle for Two - Lluís Coloma & Héctor Martín, autoeditado 2023
- Trip to Everywhere - Lluís Coloma & His Musical Troupe,[31] Blue Moon Records 2022, producido por Jaime Stinus.
- Piano Solo[32] - Lluís Coloma, Swing Alley 2020
- Telling Our Stories[33] - Lluís Coloma & Carl Sonny Leyland, Swing Alley 2018
- Boogie Wins Again - Lluís Coloma Trío, Swing Alley 2016
- Racanrol[34] - Sax Gordon & Lluís Coloma, Swing Alley 2014
- Mingo-Coloma-Simón Blues Express - Mingo Balaguer, Lluís Coloma & Francisco Simón, autoeditado 2014
- Internacional Boogie Woogie Explosion[35] - Bob Seeley & Lluís Coloma, Swing Alley 2012
- Rockin'my Blues in Chicago -Lluís Coloma, Swing Alley 2011, producido por Barrelhouse Chuck
- Honky Tonk Blues Sessions - Blas Picón & Lluís Coloma, autoeditado 2010
- 7 Nights at Central - Lluís Coloma Trío, Swing Alley 2009
- Boogie Portraits - Lluís Coloma, Swing Alley 2008
- Lonely Avenue - Lluís Coloma, Swing Alley 2006
- Boogieology - Lluís Coloma, Fresh Sound Records 2005
- Remember[36] - Lluís Coloma Trío, Omix Records 2002

### Colaboraciones:
- Find Your Path - Joe Fields, Temps Record 2023
- Big Band Blues Barcelona feat. Lluís Coloma - Big Band Blues Barcelona feat. Lluís Coloma, autoeditado 2020
- Barcelona Sessions Vol. 1, Liveat Honky Tonk Blues[37] Bar - Keith Dunn & Balta Bordoy feat. Lluís Coloma & Victor Puertas, autoeditado 2017
- Remembering The Masters - Barrelhouse Chuck, The Sirens Records 2016
- Hometown Blues - Mingo-Sanpa & Bárez Bros., Rock&Cd Records 2015
- Red House & Friends - Red House, Paella Records 2015
- 1979  - Tòfol Martínez, Espiral Records 2014
- Sometimes Too Much Ain’t Enough - The Excitements, Penniman Records 2013
- Wild Wild Women - Mingo Balaguer & The Blues Intruders, Música Fundamental 2013
- Honkin’ Fever - Big Dani Pérez & R&B Band, Marccato 2010
- Undercover Blues - The Walking Stick Man,autoeditado 2008
- Desde el Burladero - Justo y Los Pecadores, Mulberry Records 2007
- Comingon Like Gang Busters - The Lazy Jumpers, El Toro Records 2007
- Walking to Wes Coast - Groovehouse, Rosazul Discos 2006
- Caravan Blues - The Walking Stick Man, WSM Records 2006
- Hard Driving - Mr Hurricane Band, Amphora Records 2005
- I Feel The Blues Again - Alex A. & TNT, Mas i Mas Records 2003
- Somebody Tell That Woman - The Lazy Jumpers, El Toro Records 2002
- L'Homeiel Gos - Bubu Prats, Música Global 2002
- Gun Crazy - The Bop Bills, Hayride Records 2001
- Río Seco - Río Seco, Soviet Records 2000
- A Slice Of Life - Loti Lewis, Azusa Records 2000
- Badge - Quim Quiñonero, Discmedi 1998
- Riders - Riders Rhythm & Soul Band, Magna Music 1997

### Recopilatorios en los que colabora:
- Campi Qui Boogie! - 1er Festival Internacional de Boogie Woogie de Barcelona, Lluís Coloma, Bob Seeley, August Tharrats, David Giorcelli, Swing Alley 2012
- Beaune Blues Boogie Festival International - Various Artist, SwingUp 2007
- Jazz au Mercure – Volume 3 – Saison 07/08 - Various Artist, Jazz au Mercure 2007
- 8e Festival du Boogie Woogie de La Roquebrou 2006 - Various Artist, Office tourisme Ville de La Roquebrou 2006
- Jazz from Catalonia 2007 - Various Artist, Catalan Music 2007
- Jazz from Catalonia 2009 - Various Artist, Catalan Music 2009
- Blues Cat 2005 - Various Artist, Edicions Singulars 2005
- El Sentío de la vía - El último tren, La Locomotora Records 1997